# Tina Kay
Tina Kay (Alytus, Lituania; 23 de abril de 1985) es una actriz pornográfica y modelo erótica lituana afincada en Reino Unido.

## Biografía
Tina Kay nació en abril de 1985 en la ciudad de Alytus, capital de la provincia homónima, en la, por aquel entonces, República Socialista Soviética de Lituania. Desde los 16 años comenzó a realizar pequeños trabajos como modelo, derivando hacia el modelaje erótico a los 21 años de edad.
Pronto se trasladó al Reino Unido, donde desarrolló una prolífica carrera como modelo erótica, e hizo su debut como actriz pornográfica en 2013, a los 28 años de edad, rodando sus primeras escenas sólo con chicas.
Poco a poco fue cogiendo más peso dentro de la industria británica, lo que le abrió las puertas a grabar para productoras como Doghouse Digital, New Sensations, Evil Angel, 21Sextury, Bizarre, SexArt, Digital Playground, Naughty America, Brazzers, Marc Dorcel Fantasies, Reality Kings, Kick Ass, Mile High, Kink.com, Penthouse, Digital Sin o Private, entre otras.
En 2014 fue galardonada con el Premio UKAP a la Artista femenina del año, candidatura en la que fue nominada al año siguiente.
En 2016 recibió su primera nominación en los Premios AVN en la categoría de Mejor escena de sexo en producción extranjera por la película League of Frankenstein, junto a Jasmine Jae, Mia Malkova y Danny D.
En 2018 fue nominada en los Premios XBIZ en la categoría de Artista femenina extranjera del año.
Hasta la actualidad, ha rodado más de 900 películas.
Alguno de sus trabajos son A Country Retreat, Big Busty Mommas, Cute Don't Cut It, Deceiver, Euro Pickups 4, Feels Real, Her Sweet Addiction, Latex Pleasures, Milfs, Picture Perfect Fuck, Queen Of Thrones o Thinking Of You.

## Premios y nominaciones
| Año  | Ceremonia                   | Resultado | Premio                                                       | Trabajo                                       |
| ---- | --------------------------- | --------- | ------------------------------------------------------------ | --------------------------------------------- |
| 2014 | Premios UKAP                | Ganadora  | Artista femenina del año                                     | —                                             |
| 2015 | Premios UKAP                | Nominada  | Artista femenina del año                                     | —                                             |
| 2016 | Premios AVN                 | Nominada  | Mejor escena de sexo en producción extranjera                | League of Frankenstein                        |
| 2018 | Premios XBIZ                | Nominada  | Artista femenina extranjera del año                          | —                                             |
| 2018 | Spank Bank Technical Awards | Ganadora  | Sexiest Accent While Being Buttfucked                        | —                                             |
| 2019 | Premios AVN                 | Nominada  | Artista femenina extranjera del año                          | —                                             |
| 2019 | Premios AVN                 | Nominada  | Mejor escena de sexo en producción extranjera                | Le Ticket d'Or                                |
| 2019 | Premios AVN                 | Nominada  | Mejor escena de sexo anal en producción extranjera           | Tina Sex Addict                               |
| 2019 | Premios AVN                 | Nominada  | Mejor escena de sexo lésbico grupal en producción extranjera | Tina Sex Addict                               |
| 2019 | Premios XBIZ                | Nominada  | Mejor escena de sexo en película protagonista                | Poon Raider                                   |
| 2019 | Premios XBIZ Europa         | Ganadora  | Mejor escena de sexo lésbico                                 | The Taste Of A Woman                          |
| 2020 | Premios AVN                 | Nominada  | Artista femenina extranjera del año                          | —                                             |
| 2020 | Premios AVN                 | Nominada  | Mejor escena de sexo anal en producción extranjera           | Rocco’s Time Master: Sex Witches              |
| 2020 | Premios AVN                 | Nominada  | Mejor escena de sexo lésbico grupal en producción extranjera | Dangerous Women                               |
| 2020 | Premios XBIZ                | Ganadora  | Artista femenina extranjera del año                          | —                                             |
| 2020 | Premios XBIZ Europa         | Nominada  | Artista femenina del año                                     | —                                             |
| 2020 | Premios XBIZ Europa         | Nominada  | Director/a del año                                           | —                                             |
| 2020 | Premios XBIZ Europa         | Nominada  | Mejor escena de sexo en película protagonista                | No Mercy for Mankind                          |
| 2020 | Premios XBIZ Europa         | Nominada  | Mejor escena de sexo glamcore                                | A Step Too Far!                               |
| 2020 | Premios XBIZ Europa         | Nominada  | Mejor escena de sexo gonzo                                   | Harmony's Extreme                             |
| 2020 | Premios XBIZ Europa         | Nominada  | Mejor escena de sexo gonzo                                   | Anal Virtue                                   |
| 2020 | Premios XBIZ Europa         | Nominada  | Mejor escena de sexo lésbico                                 | Jasmine Jae Sex Addict                        |
| 2020 | Premios XBIZ Europa         | Nominada  | Mejor escena de sexo lésbico                                 | Wet Holes                                     |
| 2021 | Premios AVN                 | Nominada  | Artista femenina extranjera del año                          | —                                             |
| 2021 | Premios AVN                 | Nominada  | Mejor escena de sexo anal en producción extranjera           | No Mercy for Mankind                          |
| 2021 | Premios AVN                 | Nominada  | Mejor escena de sexo de chico/chica en producción extranjera | Sunday                                        |
| 2021 | Premios XBIZ Europa         | Nominada  | Artista femenina del año                                     | —                                             |
| 2021 | Premios XBIZ Europa         | Nominada  | Mejor actuación                                              | Devil in Disguise                             |
| 2021 | Premios XBIZ Europa         | Nominada  | Mejor escena de sexo en película                             | Sunday                                        |
| 2021 | Premios XBIZ Europa         | Nominada  | Mejor escena de sexo en película                             | Devil in Disguise                             |
| 2021 | Premios XBIZ Europa         | Nominada  | Mejor escena de sexo lésbica                                 | Guilty Idea                                   |
| 2022 | Premios AVN                 | Nominada  | Artista femenina extranjera del año                          | —                                             |
| 2022 | Premios AVN                 | Nominada  | Mejor escena de sexo internacional                           | Russian Institute: The Headmistress' Daughter |
| 2022 | Premios AVN                 | Nominada  | Mejor escena de sexo lésbico internacional                   | Guilty Idea                                   |